# St. Margareta (Kleinweiler)

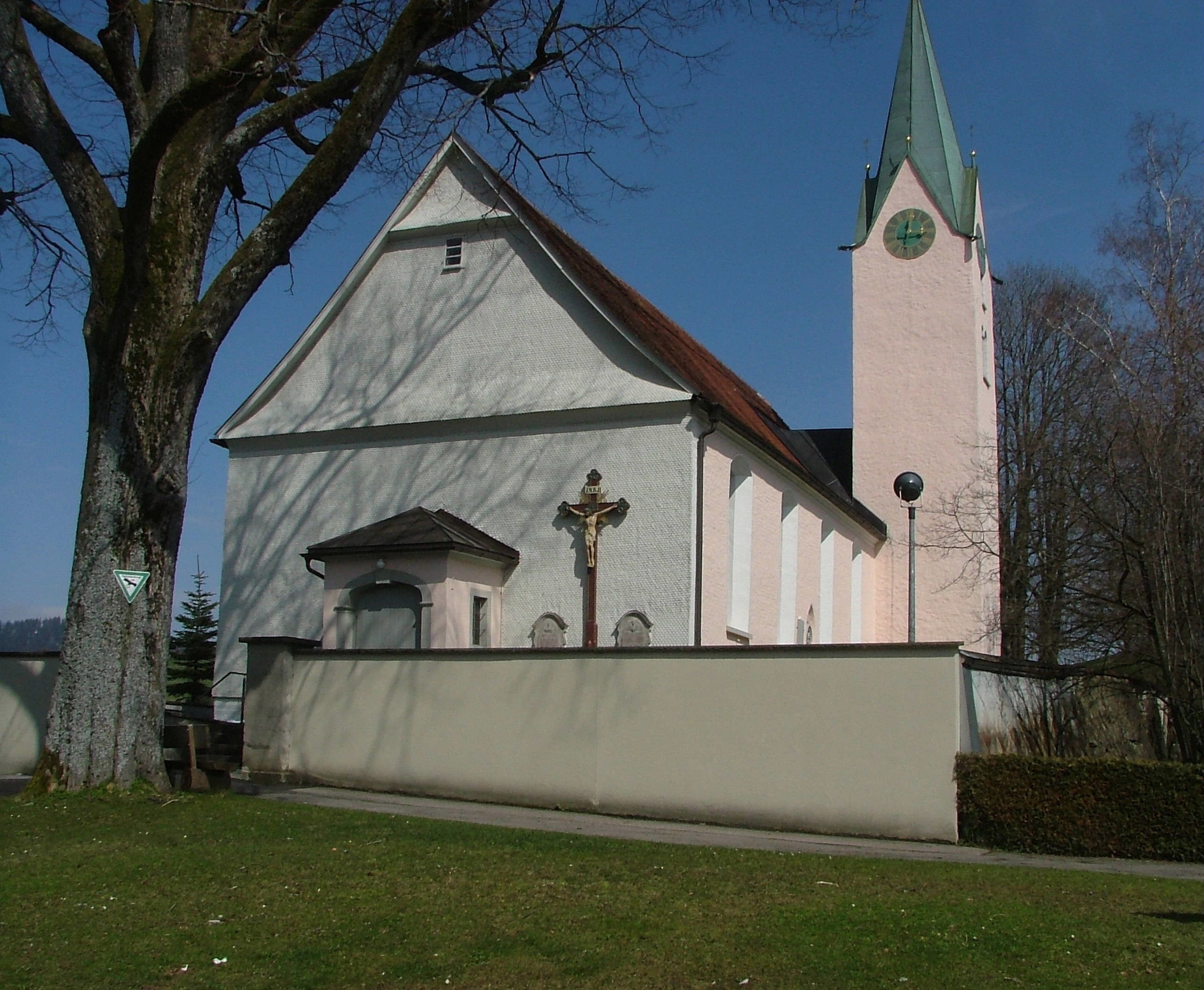
St. Margareta in Kleinweiler

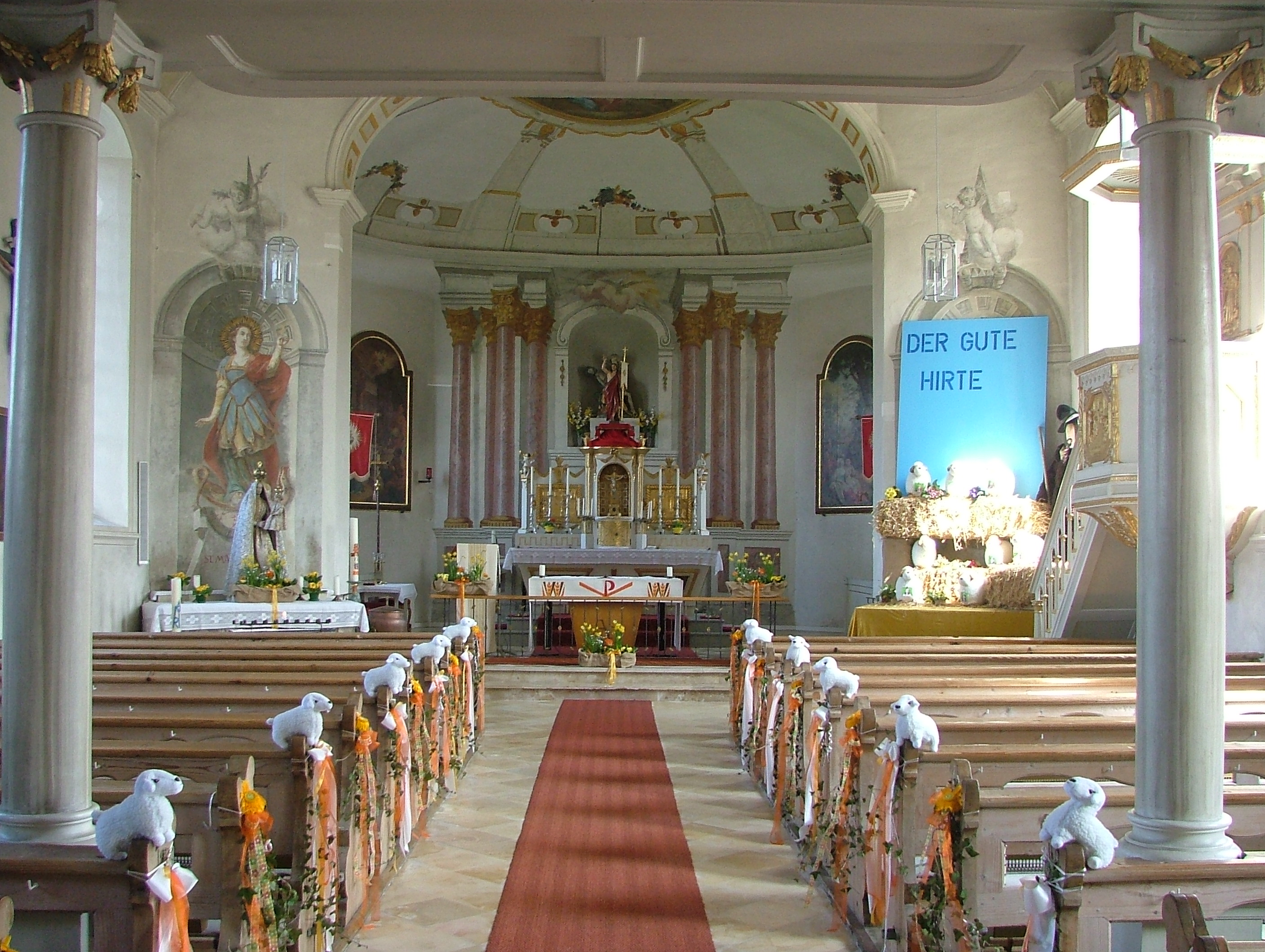
Innenraum

Die römisch-katholische Pfarrkirche St. Margareta steht in Kleinweiler, einem Gemeindeteil von Weitnau im schwäbischen Landkreis Oberallgäu in Bayern. Das Bauwerk ist in der Liste der Baudenkmäler in Weitnau als Baudenkmal unter der Nr. D-7-80-144-11 eingetragen. Die Pfarrei gehört zum Dekanat Kempten des Bistums Augsburg.

## Beschreibung
Die spätgotische Saalkirche aus dem frühen 15. Jahrhundert wurde 1791–93 nach Norden und Westen erweitert. Bis zur Säkularisation des Klosters St. Georg in Isny war sie dessen Filialkirche und das Ziel von Wallfahrten. Die Kirche besteht aus einem Langhaus, einem dreiseitig geschlossenen Chor im Osten und einem Chorflankenturm auf quadratischem Grundriss an dessen Südwand, der 1760 aufgestockt und mit einem spitzen Helm bedeckt wurde. In seinem Glockenstuhl hängen vier Kirchenglocken. Der Innenraum des Langhauses ist mit einem Tonnengewölbe überspannt und wurde 1820 von Alois Keller ausgemalt. Über der Orgel, die auf der Empore steht, hat 1914 Jakob Huwyler Fresken gestaltet.